# جون الكسندر أرمسترونغ
جون الكسندر أرمسترونغ (بالإنجليزية: John Alexander Armstrong)‏ هو مؤرخ أمريكي، ولد في 4 مايو 1922 في سانت أوغسطين في الولايات المتحدة، وتوفي بنفس المكان في 23 فبراير 2010.